# Seberang Perai

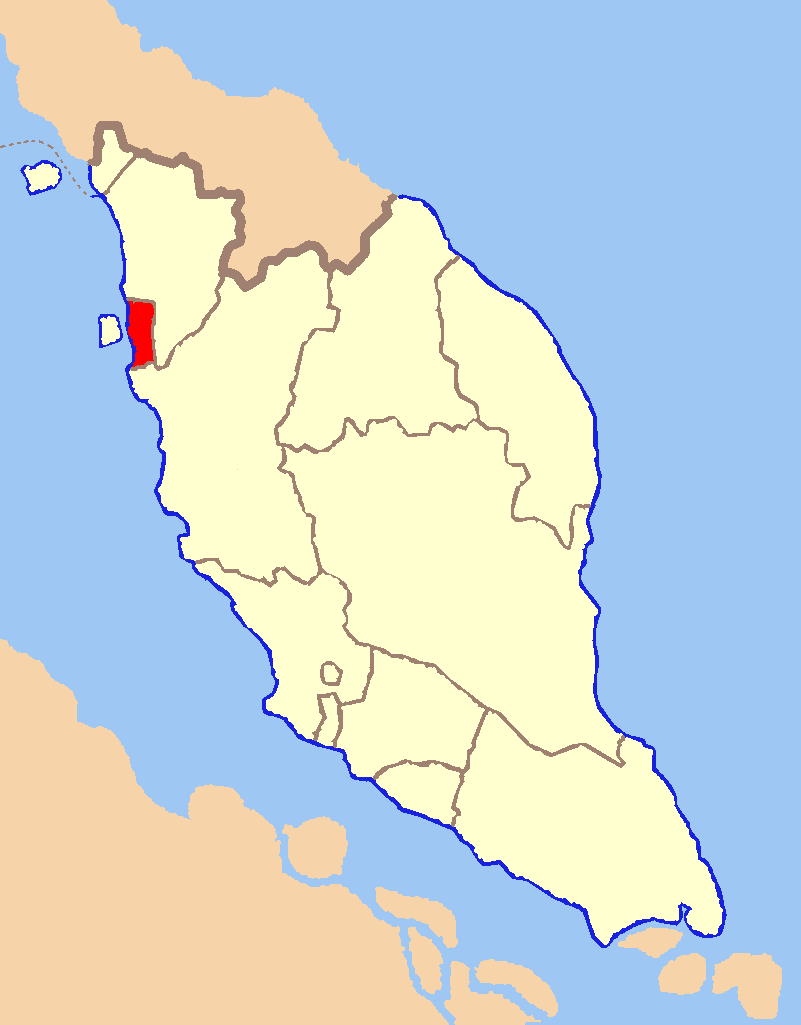
Localisation du Seberang Perai sur la carte de la Malaisie péninsulaire.

Le Seberang Perai constitue la partie continentale de l'État de Penang en Malaisie, sa partie insulaire étant formée essentiellement par l'île de Penang dont elle est séparée par le détroit de Penang. 
Son nom, qui signifie « de l'autre côté de Perai », fait référence à la ville de Perai située en face de George Town, la capitale, qui elle se trouve sur l'île. Perai est la plus grande agglomération de ce territoire et accueille également la principale zone industrielle de l'État.

## Géographie

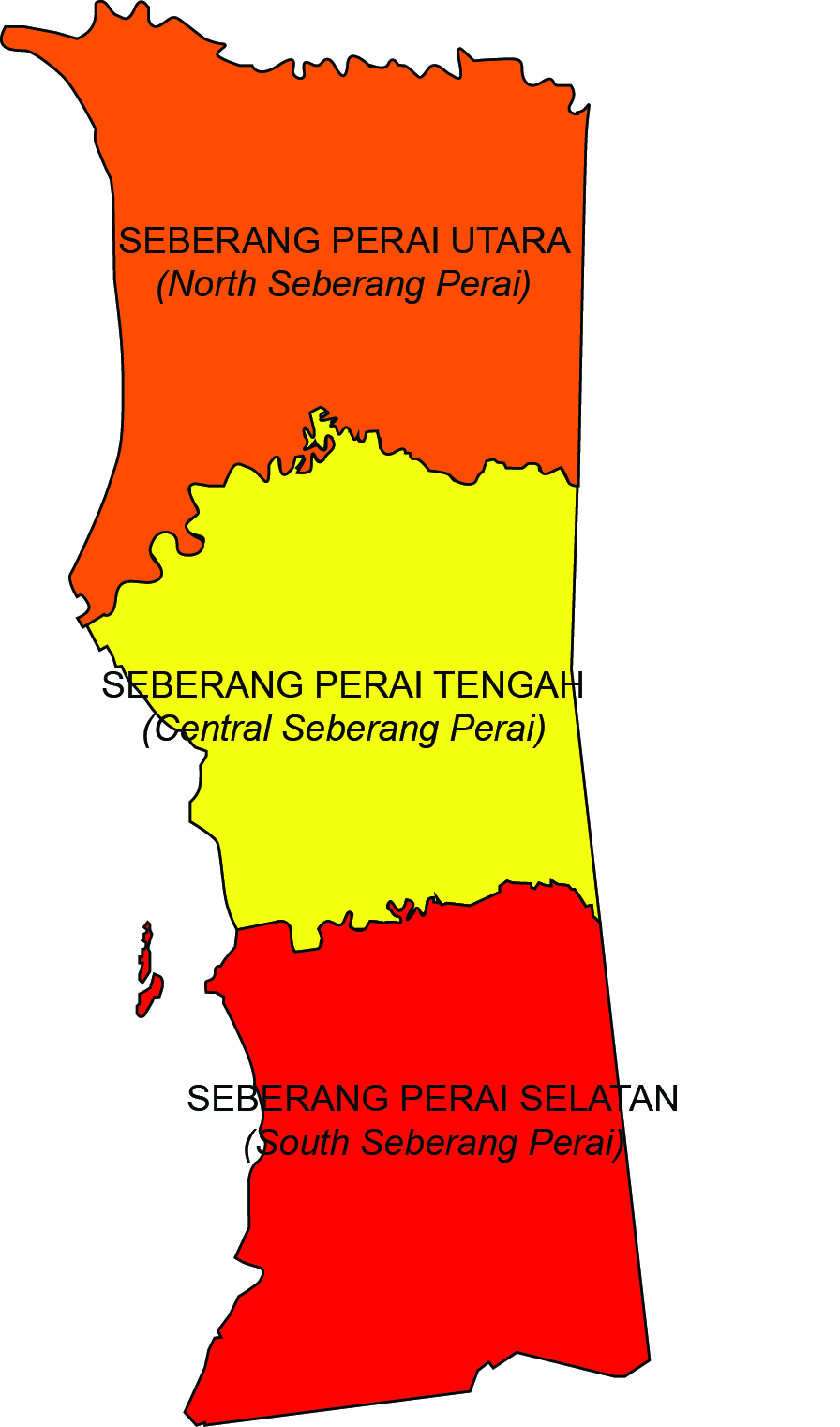
Carte des trois districts du Seberang Perai.

Cette frange continentale de l'État qui, avec 749 km2, représente 70 % de sa superficie, pour une population de 652 400 habitants (la moitié de celle de Penang), est entourée au nord et à l'est par l'État de Kedah, et au sud par celui de Perak. Elle est elle-même divisée en trois districts :
- Seberang Perai Utara (nord), avec la ville de Butterworth ;
- Seberang Perai Tengah (centre), avec la ville de  Bukit Mertajam ;
- Seberang Perai Selatan (sud), avec la ville de Nibong Tebal.

## Histoire
Le Seberang Perai est cédé à la Compagnie britannique des Indes orientales en 1790, soit quatre ans après l'île de Penang. Les Anglais l'appelaient « province de Wellesley », baptisée ainsi en l'honneur de Richard Wellesley, premier marquis de Wellesley, gouverneur-général des Indes britanniques de 1797 à 1805.